# Omicidio di Leon Klinghoffer
L'omicidio di Leon Klinghoffer è un atto terroristico perpetrato nel 1985 da un gruppo di quattro terroristi palestinesi del Fronte per la Liberazione della Palestina (FLP) durante il dirottamento della nave da crociera italiana Achille Lauro.

## Storia
Lo statunitense sessantanovenne Leon Klinghoffer (1916-1985), di religione ebraica, disabile a causa di un ictus, era obbligato a utilizzare una sedia a rotelle. Durante il sequestro dell'Achille Lauro, fu ucciso con due colpi d'arma da fuoco e gettato in mare dai quattro sequestratori appartenenti al commando palestinese (Bassām al-ʿAskar, Aḥmad Maʿrūf al-Asadī, Yūsuf Mājid al-Mulqī e ʿAbd al-Laṭīf Ibrāhīm Faṭāʾir), che aveva preso il controllo della nave.
Dalla sua uccisione iniziò un delicato contenzioso tra i governi d'Italia e degli Stati Uniti, che portò alla cosiddetta crisi di Sigonella (l'omicidio, essendo avvenuto sulla "Lauro", era stato di conseguenza perpetrato in territorio italiano, e quindi italiana era la giurisdizione di competenza).
In questa circostanza il Segretario Generale del Comitato Centrale di al-Fatah e responsabile del Dipartimento politico dell'OLP in Tunisia Fārūq al-Qaddūmī, ipotizzò che l'omicidio fosse stato commesso dalla moglie della vittima, Marilyn, per poter riscuotere il premio dell'assicurazione sulla vita contratto da Leon Klinghoffer. Poco tempo dopo l'OLP smentì questa ipotesi riconoscendo l'attentato come un atto terroristico perpetrato dai quattro appartenenti al commando del FLP e porgendo alla famiglia della vittima le proprie scuse ufficiali.
Il cadavere di Klinghoffer venne ripescato dalle autorità siriane tra il 14 e il 15 ottobre, consegnato all'ambasciatore degli Stati Uniti a Damasco verso il 20 di quello stesso mese e da questi imbarcato sul volo di linea n. 743 dell'Alitalia alla volta di Roma. Leon Klinghoffer fu in seguito riportato in patria e sepolto nel Beth David Memorial Park di Kenilworth (New Jersey).

## Influenza culturale
- Nel 1990 i personaggi di Klinghoffer e sua moglie furono interpretati rispettivamente da Burt Lancaster e Eva Marie Saint nel film per la televisione L'Achille Lauro - Viaggio nel terrore.

- Nel 1991 la vicenda fu trasposta in forma di opera dal compositore statunitense John Adams con il titolo La morte di Klinghoffer.